# Hippodrome de Vincennes
L'hippodrome de Vincennes (nom d'enseigne Vincennes Hippodrome de Paris) est un hippodrome situé à Paris, dans le 12e arrondissement, dans le bois de Vincennes. Inauguré en mars 1863, il est consacré aux courses hippiques, en particulier au trot, attelé ou monté.
L'hippodrome de Vincennes accueille chaque année 153 réunions pour 1 255 courses, notamment son meeting d'hiver et ses nocturnes.
Par la qualité de sa piste cendrée, les commodités d'accueil aussi bien pour les trotteurs, les chevaux (150 boxes) et spectateurs (capacité de 35 000) et la tenue de courses prestigieuses comme le Grand Prix de France et le Grand Prix d'Amérique; il est souvent considéré comme le « temple du trot » en France. 
Sa capacité est de 80 000 personnes[réf. nécessaire].

## Historique
L'hippodrome de Vincennes est créé en 1863. Réservé aux courses à obstacles, il est progressivement délaissé face à la concurrence de l'hippodrome d'Auteuil, puis partiellement détruit pendant la guerre franco-prussienne.

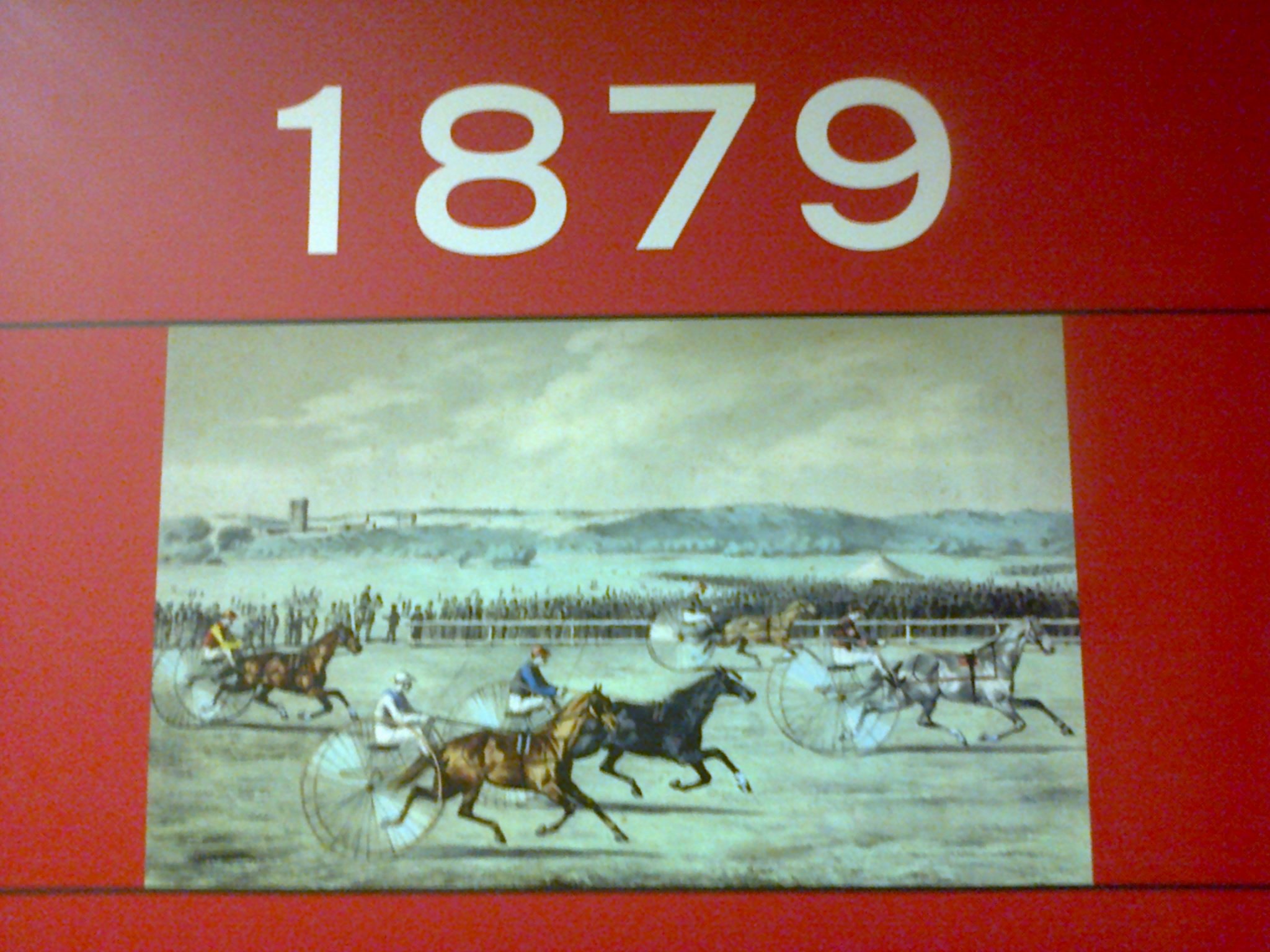

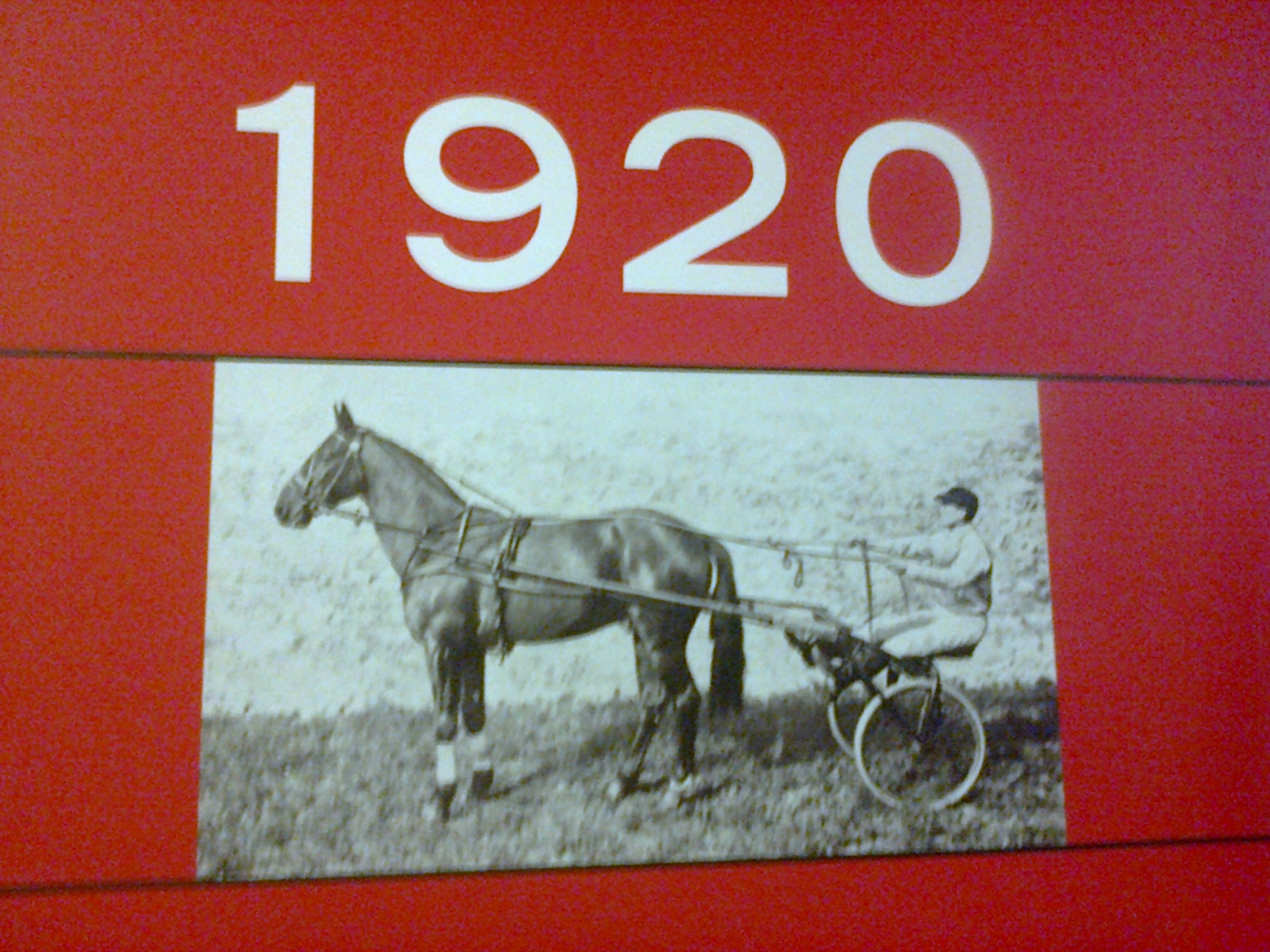

Le 7 septembre 1879 a lieu l'inauguration à Vincennes de l'hippodrome du plateau de Gravelle, premier champ de courses pour trotteurs en région parisienne. Un bail est accordé à la Société d'encouragement pour l'amélioration du cheval français de demi-sang par la municipalité. À l'époque on y court au trot et au galop.
Très abîmé par les combats de la guerre franco-prussienne de 1870-1871, l'hippodrome de Vincennes connaît de nombreuses rénovations en 1879.
Le premier meeting d'hiver à Vincennes est créé en 1906. L'objectif est alors d'augmenter le nombre de réunions au trot. Le nombre de journées de courses ne cessera d'augmenter, passant de 10 en 1905 à 38 en 1910 et 68 en 1925.
L'épreuve reine du programme de l'hippodrome voit le jour en 1920 : le prix d'Amérique. Le trot connaissant un grand succès, les courses d'obstacles disparaissent du programme en 1934.
Le 20 juin 1952, les premières courses en nocturne ont lieu, à l'initiative de René Ballière. Une course porte désormais son nom, le prix René-Ballière.
Entre 1976 et 1983, les tribunes (206 mètres de long par 65 mètres de large, abritant trois restaurants panoramiques et une restauration rapide) et les écuries sont rénovées en profondeur par l'architecte Philippe Monnin.
S'étendant sur 42 hectares, l'hippodrome comprend une piste cendrée de 1 975 m (avec une montée et une descente) et une seconde de 1 325 m, réservée aux courses nocturnes.

Hippodrome de Vincennes.

## Les courses majeures de l'hippodrome

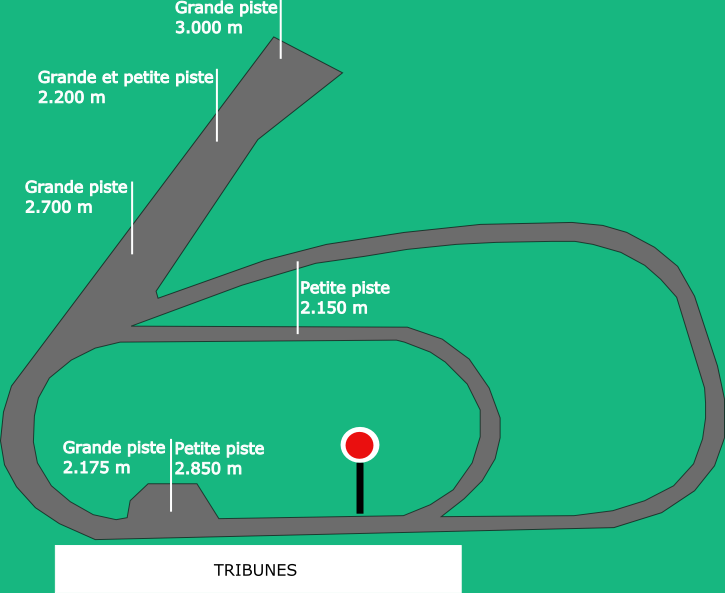
Les pistes de l'hippodrome.

### Trot attelé
- Prix d'Amérique
- Prix de Paris
- Prix de France
- Prix de l'Étoile
- Prix René-Ballière
- Prix Albert-Viel
- Prix de Sélection
- Critérium Continental
- Critérium des 5 ans
- Critérium des 4 ans
- Critérium des 3 ans
- Critérium des Jeunes

### Trot monté
- Prix de Cornulier
- Prix de Normandie
- Prix de Vincennes
- Prix des Centaures
- Prix des Élites

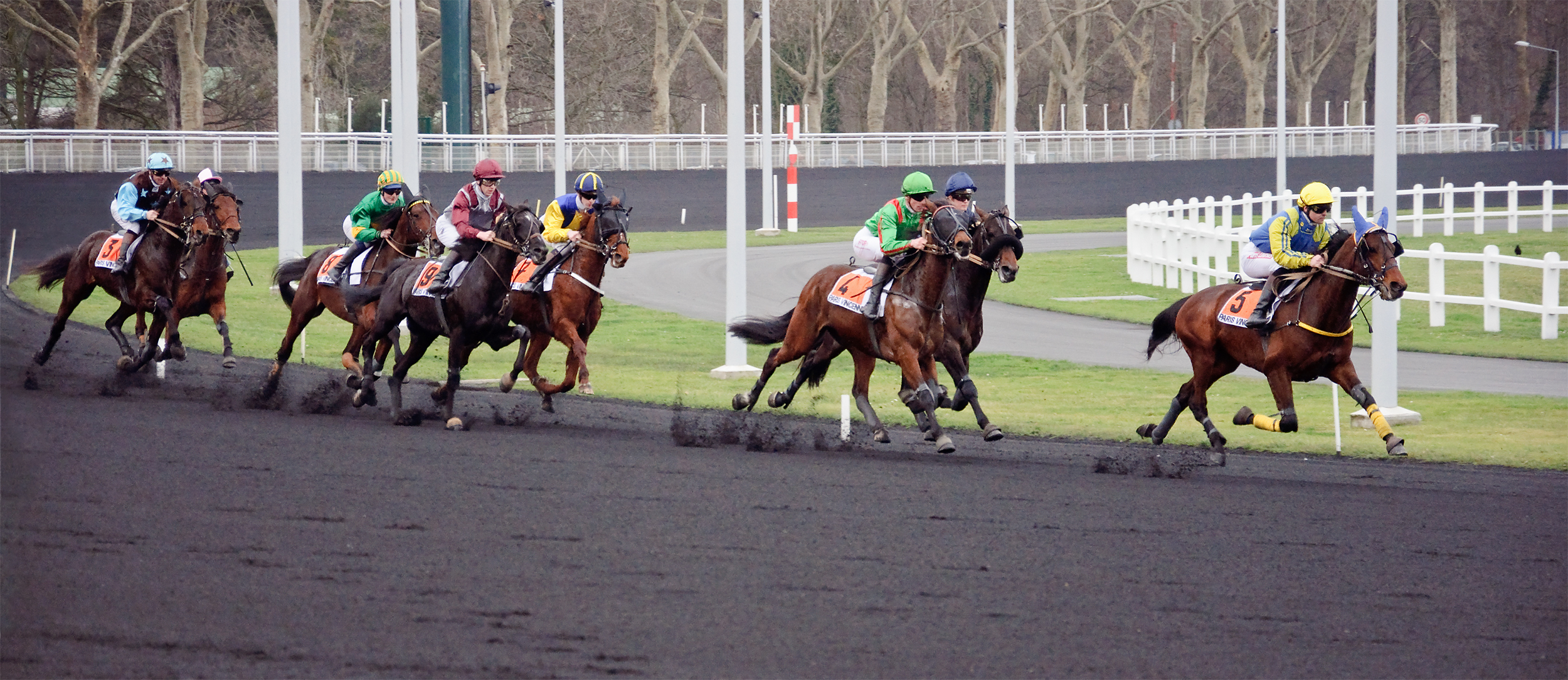
Course de trot monté à Vincennes.

- Prix du Président de la République
- Prix d'Essai

## Les records
- Meilleure réduction kilométrique au trot attelé : 1'09"1 (Face Time Bourbon dans le Prix René Ballière 2021 et (Vivid Wise As dans le Prix René Ballière 2022)
- Meilleure réduction kilométrique au trot monté : 1'09"9 (Granvillaise Bleue dans le Prix Jules Lemonnier 2022)

## Au cinéma
- Dans Les Ripoux (1984), Philippe Noiret et Thierry Lhermitte viennent regarder des courses et parier.
- Dans Le cave se rebiffe (1961), Jean Gabin y sème la police[6].
- Dans La Métamorphose des cloportes (1965), le vestiaire de l'hippodrome abrite les malversations de Lino Ventura et de Maurice Biraud[6].
- Dans Peau de banane (1963), Jean-Paul Belmondo y est présent au restaurant, dans le grand hall et les extérieurs. ll parie sur Peau de Banane, cheval éponyme du film qui est disqualifié juste avant le poteau d'arrivée pour s'être mis au galop.

## Concerts
- Queen s'y est produit le 14 juin 1986 avec Marillion, Level 42 et Belouis Some
- Rod Stewart s'y est produit le 7 juillet 1986 avec Electric Light Orchestra
- Genesis s'y est produit le 3 juin 1987 avec Paul Young, puis les 1er et 2 juillet 1992.
- U2 s'y est produit le 4 juillet 1987 avec UB40 et The Pogues, puis le 26 juin 1993 avec The Velvet Underground, Belly & Paul Oakenfold
- Johnny Hallyday s'y est produit le 20 mars 1988 pour un meeting du RPR avec Jacques Chirac
- Bruce Springsteen s'y est produit le 19 juin 1988.
- Festival Monsters of Rock (a eu lieu deux années de suite) : le 3 septembre 1990 avec Aerosmith, Whitesnake, Poison, Faith No More et The Quireboys, puis le 21 septembre 1991 avec AC/DC, Metallica, Queensrÿche, The Black Crowes et Patrick Rondat.
- Guns'N Roses s'y sont produits le 6 juin 1992 avec Faith No More et Soundgarden.
- Elton John s'y est produit le 18 juin 1992 avec Eric Clapton et Bonnie Raitt
- Michael Jackson s'y est produit le 13 septembre 1992.
- Metallica s'y est produit, cette fois en tête d'affiche, le 13 juin 1993, avec Suicidal Tendencies et The Cult.
- Koffi Olomidé doit s'y produire en 2025[7]

.

## Autres manifestations
- Le 14 juillet 1920, l'hippodrome de Vincennes accueille les traditionnelles manifestations militaires de la fête nationale, la revue des troupes de la place de Paris présidée par le maréchal Pétain et le défilé qui la suit. De nombreuses unités se présentent à la foule qui découvre les nouveaux blindés des groupes d'autos-mitrailleuses & autos-canons[8].
- En juillet 1988, à l'initiative de Gérard Feldzer, « Paris Air Folies », un meeting aérien original permet au public de l'hippodrome de découvrir une grande variété des sports et loisirs aériens, avec des démonstrations d'ULM, des parachutistes, des aérostats (montgolfières et dirigeables, comme le ballon musculaire Zeppy), des cerfs-volants et de l'aéromodélisme. Étaient également présentés en survol de l'hippodrome la patrouille Martini, le Hurel Dubois HD-34 ou encore le Concorde, qui a fait un crochet spécial par Vincennes, ayant décollé de Roissy pour son vol quotidien, piloté pour l'occasion par le commandant de bord-instructeur Edouard Chemel, pilote présidentiel et spécialiste des vols spéciaux et de démonstration.